# Ataque en Orly de 2017
Los ataques de Île-de-France fueron dos ataques terroristas perpetrados por el mismo individuo en Garges-lès-Gonesse, un suburbio de París, y en el cercano aeropuerto Orly de París, el 18 de marzo de 2017. El atacante, un hombre de 39 años identificado como Ziyed Ben Belgacem, murió a tiros después de intentar robar un arma a una soldado que patrullaba el aeropuerto durante la Opération Sentinelle.
El primer ataque tuvo lugar a las 6:55 a. m. en Garges-les-Gonesse cuando la policía dio el alto al atacante durante una revisión rutinaria del tráfico. Usó una pistola a balines para disparar y herir levemente a una agente de policía antes de escapar en el automóvil. Abandonó su vehículo en Vitry-sur-Seine poco después, y a continuación amenazó a los clientes de un bar y robó otro coche a punta de pistola a la conductora, una mujer que viajaba con su hija, mientras decía «en el nombre de Alá».
Alrededor de las 8:30, en la zona de embarque de la terminal sur del aeropuerto de Orly, asaltó a una integrante de una patrulla de tres soldados de las fuerzas aéreas. La abatió contra el suelo, y cogió su rifle gritando "Estoy aquí para morir por Alá." Fue tiroteado por los otros dos soldados.
En el aeropuerto se le encontró al atacante: un bote de gasolina, un encendedor, un corán, una caja de cigarrillos, y 750 euros en efectivo.
El atacante era un francés musulmán de origen magrebí residente de Garges-lès-Gonesse. Las autoridades le tenían fichado y figuraba en las alertas policiales, si bien no en la «Fiche "S"», la lista de amenazas de seguridad nacional. Poseía un largo registro de condenas por atraco a mano armada y estuvo en prisión entre marzo y noviembre de 2016. Debido a su conexión con islamistas radicales, su casa fue inspeccionada en noviembre de 2015 después de los ataques de París. Su padre y su hermano fueron arrestados a continuación de los ataques en Garges y Orly, lo cual es habitual en Francia.
El ataque en el aeropuerto causó su clausura provisional y la evacuación de aproximadamente 3.000 personas. Todos los vuelos hacia y desde Orly fueron suspendidos y algunos fueron desviados al Aeropuerto Charles de Gaulle de París. La terminal oeste del aeropuerto fue plenamente reabierta ya temprano en la tarde, pero la terminal sur permaneció parcialmente clausurada y solamente operaban los vuelos de llegada.